# Amylis memorabilis
Amylis memorabilis är en svampart som beskrevs av Speg. 1922. Amylis memorabilis ingår i släktet Amylis, divisionen sporsäcksvampar och riket svampar.   Inga underarter finns listade i Catalogue of Life.